# 中央银行列表
此为各国中央银行列表，翻译自英文维基条目List of central banks。
| 內容： A B C D E F G H I J K L M N O P Q R S T U V W X Y Z — 被部分承认的国家的央行 — 没有央行的国家 |

## 各个国家/地区的央行

### A
- 阿富汗 – 阿富汗中央银行 (Da Afghanistan Bank)
- 阿尔巴尼亚 – 阿尔巴尼亚银行（英语：Bank of Albania） (Banka e Shqipërisë)
- 阿尔及利亚 – 阿尔及尼亚银行（英语：Bank of Algeria） (بنك الجزائر)
- 安哥拉 – 安哥拉中央银行（英语：Central Bank of Angola） (Banco Nacional de Angola)
- – 见：东加勒比国家组织
- 安地卡及巴布達 – 见：东加勒比国家组织
- 阿根廷 – 阿根廷中央银行 (Banco Central de la República Argentina)
- 亞美尼亞 – 亞美尼亞中央銀行 (Հայաստանի Կենտրոնական Բանկ, Hayastani Kentronakan Bank)
- 阿鲁巴 – 阿鲁巴中央银行（英语：Central Bank of Aruba） (Centrale Bank van Aruba)[1]
- – 澳洲準備銀行
- –  阿塞拜疆中央銀行 (Azərbaycan Mərkəzi Bankı)

### B
- 巴哈马 – 巴哈馬中央銀行
- 巴林 – 巴林中央银行 (مصرف البحرين المركزي)
- – 孟加拉銀行 (বাংলাদেশ ব্যাংক)
- – 巴巴多斯中央银行（英语：Central Bank of Barbados）
- 白俄羅斯 – 白俄罗斯共和国国家银行 (Нацыянальны банк Рэспублікі Беларусь)
- 比利时 – 见：欧盟
- – 貝里斯中央銀行
- – 见：西非国家经济共同体
- 百慕大 – 百慕達金融管理局
- 不丹 – 不丹皇家金融管理局（英语：Royal Monetary Authority of Bhutan）
- 玻利维亚 – 玻利维亚中央银行（英语：Central Bank of Bolivia） (Banco Central de Bolivia)
- – 波斯尼亚和黑塞哥维那中央银行（英语：Central Bank of Bosnia and Herzegovina） (Centralna Banka Bosne i Hercegovine)
- – 博茨瓦纳银行（英语：Bank of Botswana）
- 巴西 – 巴西中央銀行 (Banco Central do Brasil)
- – 汶萊中央銀行 (Brunei Darussalam Central Bank)
- 保加利亚 – 保加利亞國家銀行 (Българска народна банка)
- 布吉納法索 – 见：西非国家经济共同体
- – 布隆迪共和国银行（英语：Bank of the Republic of Burundi） (Banque de la République du Burundi / Ibanki ya Republika Y'UBurundi)

### C
- 柬埔寨 – 柬埔寨國家銀行（英语：National Bank of Cambodia） (ធនាគារជាតិ នៃ កម្ពុជា)
- 喀麦隆 – 见：中部非洲国家经济共同体
- 加拿大 – 加拿大銀行 (Banque du Canada)
- – 佛得角银行（英语：Bank of Cape Verde） (Banco de Cabo Verde)
- 开曼群岛 – 开曼群岛金融管理局（英语：Cayman Islands Monetary Authority）
- 中非 – 见：中部非洲国家经济共同体
- 太平洋法郎 – 海外发行协会（英语：Overseas Issuing Institute） (Institut d'émission d'Outre-Mer)
  -  法屬玻里尼西亞
  -  新喀里多尼亞
- – 见：中部非洲国家经济共同体
- 智利 – 智利中央银行 (Banco Central de Chile)
- 中华人民共和国（中国大陆） – 中国人民银行 (中国人民銀行)
- 哥伦比亚 – 共和国银行（英语：Bank of the Republic） (Banco de la República)
- – 科摩罗中央银行（英语：Central Bank of the Comoros） (Banque Centrale des Comores)
- 刚果民主共和国 – 刚果中央银行（英语：Central Bank of the Congo） (Banque Centrale du Congo)
- 刚果共和国 – 见：中部非洲国家经济共同体
- – 哥斯达黎加中央银行（英语：Central Bank of Costa Rica） (Banco Central de Costa Rica)
- – 见：西非国家经济共同体
- – 见：欧盟
- 古巴 – 古巴中央銀行 (Banco Central de Cuba)
- – 库拉索与圣马丁中央银行 (Centrale bank van Curaçao en Sint Maarten)
- 賽普勒斯 – 见：欧盟[2]
- 捷克 – 见：欧盟

### D
- 丹麦 – 见：欧盟
- – 吉布提中央银行（英语：Central Bank of Djibouti） (Banque Centrale de Djibouti)
- 多米尼克 – 见：东加勒比国家组织
- – 多米尼克共和国中央银行（英语：Central Bank of the Dominican Republic） (Banco Central de la República Dominicana)

### E
- 东帝汶 – 东帝汶中央银行（英语：Central Bank of East Timor） (Banco Central de Timor-Leste /  Banku Sentrál Timor-Leste)
- 中部非洲国家经济共同体 – 中部非洲国家银行 (Banque des États de l'Afrique Centrale, BEAC)
  -  喀麦隆
  -  中非
  -  刚果共和国
  -  赤道几内亚
  -  加彭
- – 厄瓜多尔中央银行（英语：Central Bank of Ecuador） (Banco Central del Ecuador)[3]
- 埃及 – 埃及中央銀行 (البنك المركزي المصري)
- 薩爾瓦多 – 薩爾瓦多中央準備銀行（英语：Central Reserve Bank of El Salvador） (Banco Central de Reserva de El Salvador)[3]
- 赤道几内亚 – 见：中部非洲国家经济共同体
- – 厄立特里亚银行（英语：Bank of Eritrea）
- 爱沙尼亚 – 见：欧盟
- 衣索比亞 – 衣索比亚国家银行 (የኢትዮጵያ ብሔራዊ ባንክ)
- 欧洲联盟 / 歐洲中央銀行體系
  - 欧元系统（英语：Eurosystem） – 欧洲中央银行[4]
    -  奥地利 – 奧地利國家銀行
    -  比利时 – 比利時國家銀行 (Nationale Bank van België / Banque nationale de Belgique/Belgische Nationalbank )
    -  賽普勒斯 – 塞浦路斯中央银行 (Κεντρική Τράπεζα της Κύπρου / Kıbrıs Merkez Bankası)[2]
    -  爱沙尼亚 – 爱沙尼亚银行 (Eesti Pank)
    -  芬兰 – 芬蘭銀行 (Suomen Pankki/Finlands Bank)
    -  法國 – 法兰西银行 (Banque de France)[5]
    -  德国 – 德意志联邦银行
    -  希腊 – 希腊银行 (Τράπεζα της Ελλάδος)
    -  愛爾蘭 – 爱尔兰中央银行 (Banc Ceannais agus Údarás Seirbhísí Airgeadais na hÉireann)
    -  義大利 – 意大利银行 (Banca d'Italia)
    -  拉脫維亞 – 拉脫維亞銀行 (Latvijas Banka)
    -  立陶宛 – 立陶宛银行 (Lietuvos Bankas)
    -  盧森堡 – 卢森堡中央银行 (Banque Centrale du Luxembourg)
    -  馬爾他 – 马耳他中央银行 (Bank Ċentrali ta’ Malta)
    -  荷蘭 – 荷兰中央银行 (De Nederlandsche Bank)
    -  葡萄牙 – 葡萄牙銀行 (Banco de Portugal)
    -  斯洛伐克 – 斯洛伐克國家銀行 (Národná banka Slovenska)
    -  斯洛維尼亞 – 斯洛維尼亞銀行 (Banka Slovenije)
    -  西班牙 – 西班牙銀行 (Banco de España)

  - 歐洲中央銀行體系成员国, 但不属于欧元体系:
    -  保加利亚 – 保加利亞國家銀行 (Българска народна банка)
    -   – 克罗地亚国家银行 (Hrvatska narodna banka)
    -  捷克 – 捷克國家銀行 (Česká národní banka)
    -  丹麦 – 丹麦国家银行
    -  匈牙利 – 匈牙利国家银行 (Magyar Nemzeti Bank)
    -  波蘭 – 波蘭國家銀行 (Narodowy Bank Polski)
    -  羅馬尼亞 – 羅馬尼亞國家銀行 (Banca Națională a României)
    -  瑞典 – 瑞典中央銀行[6]
- 英国 – 英格兰银行

### F
- 斐济 – 斐济储备银行
- 芬兰 – 见：欧盟
- 法國 – 见：欧盟
- 法屬玻里尼西亞 – 见：太平洋法郎

### G
- 加彭 – 见：中部非洲国家经济共同体
- – 冈比亚中央银行（英语：Central Bank of The Gambia）
- 德国 – 见：欧盟
- – 喬治亞國家銀行 (საქართველოს ეროვნული ბანკი)
- – 加纳银行（英语：Bank of Ghana）
- 希腊 – 见：欧盟
- 格瑞那達 – 见：东加勒比国家组织
- – 危地马拉银行（英语：Bank of Guatemala） (Banco de Guatemala)
- 几内亚 – 几内亚共和国中央银行 (Banque Centrale de la République de Guinée)
- – 见：西非国家经济共同体
- – 圭亚那银行

### H
- 海地 – 海地共和国中央银行 (Banque de la République d'Haïti)
- 香港 – 香港金融管理局 (Hong Kong Monetary Authority)[7]
- – 洪都拉斯中央银行（英语：Central Bank of Honduras） (Banco Central de Honduras)
- 匈牙利 – 见：欧盟

### I
- 冰島 – 冰岛中央银行 (Seðlabanki Íslands)
- 印度 – 印度储备银行 (भारतीय रिज़र्व बैंक)
- 印度尼西亞 – 印度尼西亚银行 (Bank Indonesia)
- 伊朗 – 伊朗伊斯兰共和国中央银行 (بانک مرکزی ایران)
- 伊拉克 – 伊拉克中央银行 (البنك المركزي العراقي )
- 愛爾蘭 – 见：欧盟
- 以色列 – 以色列银行 (בנק ישראל)
- 義大利 – 见：欧盟

### J
- 牙买加 – 牙買加銀行
- 日本 – 日本银行 (日本銀行)
- 约旦 – 约旦中央银行（英语：Central Bank of Jordan） (البنك المركزي الاردني)

### K
- – 哈萨克斯坦共和国国家银行 ([Қазақстан Ұлттық Банкі] 错误：{{Lang}}：代碼 kk 無法和書寫系統 cyrl 一起使用（帮助），)
- – 肯尼亚中央银行 (Benki Kuu ya Kenya)
- – 朝鮮民主主義人民共和國中央銀行 (조선민주주의인민공화국중앙은행)
- – 韩国银行 (한국은행)
- 科威特 – 科威特中央银行 (بنك الكويت المركزي)
- – 吉尔吉斯共和国国家银行 (Кыргыз Республикасынын Улуттук Банкы)

### L
- – 老挝人民民主共和国银行 (ທະນາຄານ ແຫ່ງ ສ. ປ. ປ. ລາວ)
- 拉脫維亞 – 见：欧盟
- 黎巴嫩 – 黎巴嫩银行 (مصرف لبنان)
- 賴索托 – 莱索托中央银行 (Banka e Kholo ea Lesotho)
- 利比里亚 – 利比里亚中央银行（英语：Central Bank of Liberia）
- 利比亞 – 利比亚中央银行（英语：Central Bank of Libya） (مصرف ليبيا المركزي)
- 列支敦斯登 - 列支敦斯登国家银行（英语：National bank of Liechtenstein） (Liechtensteinische Landesbank)
- 立陶宛 – 见：欧盟
- 盧森堡 – 见：欧盟

### M
- 澳門特別行政區 – 澳門金融管理局 (Autoridade Monetária de Macau)[7]
- 马达加斯加 – 马达加斯加中央银行（英语：Central Bank of Madagascar） (Banque Centrale de Madagascar / Banky Foiben'i Madagasikara)
- 马拉维 – 馬拉威準備銀行（英语：Reserve Bank of Malawi）
- 马来西亚 – 马来西亚国家银行 (Bank Negara Malaysia)
- 馬爾地夫 – 马尔地夫金融管理局（英语：Maldives Monetary Authority）
- – 见：西非国家经济共同体
- 馬爾他 – 见：欧盟
- 毛里塔尼亚 – 毛利塔利亚中央银行（英语：Central Bank of Mauritania） (Banque Centrale de Mauritanie)
- 模里西斯 – 模里西斯银行
- 墨西哥 – 墨西哥银行 (Banco de México)
- 摩尔多瓦 – 摩尔多瓦国家银行 (Banca Naţională a Moldovei)[8]
- 蒙古国 – 蒙古銀行 (Монгол банк Дэлгэрсайхан)
- 蒙特內哥羅 – 蒙特内哥罗中央银行（英语：Central Bank of Montenegro） (Centralna Banka Crne Gore)
- – 见：东加勒比国家组织
- 摩洛哥 – 摩洛哥银行（英语：Bank Al-Maghrib） (بنك المغرب)
- 莫桑比克 – 莫桑比克银行（英语：Bank of Mozambique） (Banco de Moçambique)
- 緬甸 – 缅甸中央银行 (မ္ရန္‌မာနုိင္‌ငံတော္‌ဗဟုိဘဏ္‌)

### N
- 纳米比亚 – 纳米比亚银行（英语：Bank of Namibia）
- 尼泊尔 – 尼泊尔国家银行（英语：Nepal Rastra Bank） (नेपाल राष्ट्र बैंक)
- 荷蘭 – 见：欧盟
- 北馬其頓 – 北馬其頓共和國國家銀行 (Народна банка на Република Македонија)
- – 荷属安的列斯银行（英语：Bank of the Netherlands Antilles） (Bank van de Nederlandse Antillen)[1](见：荷属安的列斯解体)
- 新喀里多尼亞 – 见：太平洋法郎
- 新西兰 – 新西兰储备银行 (Te Pūtea Matua)
- 尼加拉瓜 – 尼加拉瓜中央银行（英语：Central Bank of Nicaragua） (Banco Central de Nicaragua)
- 尼日尔 – 见：西非国家经济共同体
- 奈及利亞 – 奈及利亚中央银行（英语：Central Bank of Nigeria）
- 挪威 – 挪威銀行

### O
- 阿曼 – 阿曼中央银行（英语：Central Bank of Oman） (البنك المركزي العماني)
- 東加勒比國家組織 – 东加勒比中央银行[9]
  -  安地卡及巴布達
  -  多米尼克
  -  格瑞那達
  -  圣基茨和尼维斯
  -  圣卢西亚

### P
- 巴基斯坦 – 巴基斯坦国家银行 (بینک دولت پاکستان)
- 巴勒斯坦 – 巴勒斯坦金融管理局（英语：Palestine Monetary Authority） (سلطة النقد الفلسطينية)
- 巴拿马  – 巴拿马国家银行（英语：National Bank of Panama） (Banco Nacional de Panamá) 尽管巴拿马没有任何官方中央银行。
- – 巴布亚新几内亚银行
- 巴拉圭 – 巴拉圭中央银行（英语：Central Bank of Paraguay） (Banco Central del Paraguay)
- 秘魯 – 秘鲁中央储备银行（英语：Central Reserve Bank of Peru） (Banco Central de Reserva del Perú)
- 菲律賓 – 菲律宾中央银行
- 波蘭 – 见：欧盟
- 葡萄牙 – 见：欧盟

### Q
- – 卡塔尔中央银行（英语：Qatar Central Bank） (مصرف قطر المركزي)

### R
- 羅馬尼亞 – 见：欧盟
- 俄羅斯 – 俄羅斯中央銀行 (Центральный банк Российской Федерации)
- 卢旺达 – 盧安達國家銀行 (Banque Nationale du Rwanda / Banki Nkuru y'u Rwanda)

### S
- 圣基茨和尼维斯 – 见：东加勒比国家组织
- 圣卢西亚 – 见：东加勒比国家组织
- – 见：东加勒比国家组织
- 萨摩亚 – 萨摩亚中央银行 (Faletupe Tutotonu o Samoa)
- 圣马力诺 – 圣马力诺共和国中央银行（英语：Central Bank of the Republic of San Marino） (Banca Centrale della Repubblica di San Marino)
- 聖多美和普林西比  – 圣普央行（英语：Central Bank of São Tomé and Príncipe） (Banco Central de São Tomé e Príncipe)
- 沙烏地阿拉伯 – 沙烏地阿拉伯貨幣局 (مؤسسة النقد العربي السعودي)
- 塞内加尔 – 见：西非国家经济共同体
- 塞爾維亞 – 塞爾維亞國家銀行 (Народна банка Србије / Narodna banka Srbije)
- 塞舌尔 – 塞舌尔中央银行（英语：Central Bank of Seychelles）
- – 塞拉利昂银行（英语：Bank of Sierra Leone）
- 新加坡 – 新加坡金融管理局
- 荷屬聖馬丁 – 库拉索和圣马丁中央银行（英语：Central Bank of Curaçao and Sint Maarten） (Centrale bank van Curaçao en Sint Maarten)
- 斯洛伐克 – 见：欧盟
- 斯洛維尼亞 – 见：欧盟
- 所罗门群岛 – 所罗门群岛中央银行
- – 索马里中央银行（英语：Central Bank of Somalia） (Bankiga Dhexe ee Soomaaliya)
- 南非 – 南非储备银行
- 南蘇丹 – 南苏丹银行（英语：Bank of South Sudan）
- 西班牙 – 见：欧盟
- 斯里蘭卡 – 斯里蘭卡中央銀行 (ශ්‍රී ලංකා මහ බැංකුව / இலங்கை மத்திய வங்கி)
- 苏丹 – 苏丹银行（英语：Bank of Sudan） (بنك السودان المركزي)
- 苏里南 – 苏里南中央银行 (Centrale Bank van Suriname)
- – 斯威士兰中央银行 (Umntsholi Wemaswati)
- 瑞典 – 见：欧盟
- 瑞士 – 瑞士国家银行 (Schweizerische Nationalbank / Banque Nationale Suisse / Banca Nazionale Svizzera / Banca Naziunala Svizra)
- 叙利亚 – 叙利亚中央银行 (مصرف سورية المركزي)

### T
- 中華民國（臺灣） – 中華民國中央銀行[10]
- – 塔吉克斯坦国家银行 (Бонки миллии Тоҷикистон)
- 坦桑尼亚 – 坦桑尼亚银行 (Benki Kuu ya Tanzania)
- 泰國 – 泰国银行 (ธนาคารแห่งประเทศไทย)
- 多哥 – 见：西非国家经济共同体
- – 東加準備銀行（英语：National Reserve Bank of Tonga）
- 千里達及托巴哥 – 特多中央银行（英语：Central Bank of Trinidad and Tobago）
- 突尼西亞 – 突尼斯中央银行 (البنك المركزي التونسي / Banque Centrale de Tunisie)
- 土耳其 – 土耳其共和国中央银行 (Türkiye Cumhuriyet Merkez Bankası)
- – 土库曼斯坦中央银行

### U
- 乌干达 – 乌干达银行 (Benki Kuu ya Uganda)
- 乌克兰 – 烏克蘭國家銀行 (Національний банк України)
- 阿联酋 – 阿聯酋中央銀行 (مصرف الإمارات العربية المتحدة المركزي)
- 英国 – 见：欧盟
- 美国 – 联邦储备系统（Federal Reserve System）
- 乌拉圭 – 乌拉圭中央银行（英语：Central Bank of Uruguay） (Banco Central del Uruguay)
- – 乌兹别克斯坦共和国中央银行 (O'zbekiston Respublikasi Markaziy Banki)

### V
- – Reserve Bank of Vanuatu（英语：Reserve Bank of Vanuatu） (Reserve Bank blong Vanuatu)
- 梵蒂冈 – Administration of the Patrimony of the Apostolic See（英语：Administration of the Patrimony of the Apostolic See）[11][12]
- 委內瑞拉 – Central Bank of Venezuela (Banco Central de Venezuela)
- 越南 – 越南國家銀行 (Ngân hàng nhà nước Việt Nam)

### W
- – 见：太平洋法郎
- 西非国家经济共同体 – 西非国家中央银行 (Banque Centrale des États de l'Afrique de l'Ouest, BCEAO)
  -  布吉納法索
  -  尼日尔
  -  塞内加尔
  -  多哥

### Y
- 葉門 – 也门中央银行（英语：Central Bank of Yemen） (البنك المركزي اليمني)

### Z
- 尚比亞 – 赞比亚银行（英语：Bank of Zambia）
- 辛巴威 – 辛巴威儲備銀行

### 被部分承认的国家的央行
- 阿布哈茲 - 阿布哈茲共和國國家銀行（英语：National Bank of the Republic of Abkhazia） (Аҧсны Аҳәынҭқарра Амилаҭтә Банк)
- 科索沃 – 科索沃中央银行（英语：Central Bank of Kosovo） ()
- 北賽普勒斯 – 北塞浦路斯中央银行（英语：Central Bank of the Turkish Republic of Northern Cyprus） (Kuzey Kıbrıs Türk Cumhuriyeti Merkez Bankası)
- 南奥塞梯- 南奧塞梯國家銀行（英语：National Bank of South Ossetia）
- 索馬利蘭 – 索馬利蘭銀行 (Baanka Somaliland)
- 德涅斯特河沿岸 – 德涅斯特河沿岸共和国银行（英语：Transnistrian Republican Bank） (Приднестровский Республиканский Банк)

## 没有央行的国家
- 安道尔[註 1]
- 摩納哥
- 瑙鲁
- 基里巴斯
- 帛琉
- 马绍尔群岛
- 密克羅尼西亞聯邦